# Мыс, Георгий Степанович
Георгий Степанович Мыс (28 апреля 1887, Одесса, Херсонская губерния — 1991, Москва) — российский и советский фотограф. Один из первых фотографов в Севастополе и на Черноморском флоте. Участвовал во всероссийских и международных фотовыставках. Член Русского фотографического общества (с 1913 года).

## Биография
Родился 28 апреля 1887 года в Одессе в крестьянской семье. Украинец по национальности. Окончил Одесское мореходное училище по специальности «штурман дальнего плавания». Работал на Дальнем Востоке на торговых судах. Ходил на торговом судне «Афалина».
Во Владивостоке начал увлекаться фотографией. Его первым фотоаппаратом стал «Кодак». Стажировался в фотосалоне Фишера на 1-й Русской речке. Его снимки публиковались в газете «Приморские вести». Участвовал в 1-й Международной фотографической выставке в Москве в 1904 году, где получил серебряный жетон и серебряную медаль.
В 1908 году был призван на Тихоокеанский флот, а спустя два года, в 1910 году, переведён на Черноморский флот, где служил до 1912 года. Жил в Севастополе, где продолжил заниматься фотографией. Учился искусству фотографии у профессора Н. А. Петрова из Киева и изучал материалы журнала «Вестник фотографии». В 1913 году его снимок был напечатан в «Вестнике фотографии», за что был награждён почётной грамотой. С 1913 года являлся членом Русского фотографического общества.
Во время Первой мировой войны в 1914 году он был мобилизован в Черноморский флот. Проходил службу в качестве фотографа при штабе. К этому времени относятся его фотографии военного дела, быта моряков и Севастополя накануне революционных событий. В апреле 1917 года его снимок «Гибель „Императрицы Марии“» на Товарищеской выставке членов Русского фотографического общества был удостоен бронзовой плакетки, а затем напечатан в «Фотографическом вестнике».
В 1920 году женился на учительнице русского языка Варваре. Мыс вышел в отставку в 1928 году. Впоследствии в течение 22 лет работал рентгено-фотографом в Институте физических методов лечения имени И. М. Сеченова. Параллельно с этим продолжал фотографировать стройки первых пятилеток в Севастополе и в Крыму. В 1924 году участвовал в фотографической выставке в Канаде и получил золотую медаль на конкурсе «Наука, техника, промышленность в фотографии» в Париже, а в 1928 году принимал участие в выставке «Советская фотография за 10 лет» в Москве.
С началом Великой Отечественной войны и в ходе обороны Севастополя, работал в военно-морском госпитале, а затем — заведующим фотолабораторией Черноморского флота. Накануне падения города был эвакуирован на Кавказ. Вернулся в Севастополь в июне 1944 года. Снимал разрушенный город, а затем его восстановление и послевоенную жизнь. Его военные снимки публиковались в газетах «Красная звезда», «Правда» и «Красный черноморец».
В Севастополе жил в доме № 30 по улице Ленина. В конце 1970-х переехал в Москву, где скончался в 1991 году.

## Награды и звания
- Орден Отечественной войны II степени
- Медаль «За боевые заслуги»
- Медаль «За оборону Севастополя»